# Remi Elie
Remi Elie (né le 16 avril 1995 à Cornwall dans la province d'Ontario au Canada) est un joueur professionnel canadien de hockey sur glace. Il évolue au poste d'ailier gauche.

## Biographie
Alors qu'il évoluait pour les Knights de London dans la LHO, il est choisi au 40e rang par les Stars de Dallas lors du deuxième tour du repêchage d'entrée dans la LNH 2013. Au niveau junior, il a également joué pour les Bulls de Belleville et le Otters d'Érié lors des saisons qui suivent. 
Professionnel depuis la saison 2015-2016, il a tout d'abord joué dans la LAH pour l'équipe affiliée, les Stars du Texas, avant de faire ses débuts dans la LNH avec Dallas la saison suivante.
Le 2 octobre 2018, il est réclamé au ballottage par les Sabres de Buffalo.

## Statistiques
| Saison     | Équipe                 | Ligue      |                   | Saison régulière  | Saison régulière  | Saison régulière  | Saison régulière  | Saison régulière  |                   | Séries éliminatoires | Séries éliminatoires | Séries éliminatoires | Séries éliminatoires | Séries éliminatoires |
| Saison     | Équipe                 | Ligue      | PJ                | B                 | A                 | Pts               | Pun               | PJ                | B                 | A                    | Pts                  | Pun                  |                      |                      |
| 2011-2012  | Hawks de Hawkesbury    | CCHL       | 59                | 21                | 25                | 46                | 39                | 9                 | 5                 | 4                    | 9                    | 12                   |                      |                      |
| 2012-2013  | Knights de London      | LHO        | 65                | 7                 | 10                | 17                | 34                | 21                | 4                 | 4                    | 8                    | 8                    |                      |                      |
| 2013-2014  | Knights de London      | LHO        | 6                 | 1                 | 2                 | 3                 | 4                 | -                 | -                 | -                    | -                    | -                    |                      |                      |
| 2013-2014  | Bulls de Belleville    | LHO        | 61                | 28                | 37                | 65                | 44                | -                 | -                 | -                    | -                    | -                    |                      |                      |
| 2014-2015  | Bulls de Belleville    | LHO        | 35                | 14                | 20                | 34                | 24                | -                 | -                 | -                    | -                    | -                    |                      |                      |
| 2014-2015  | Otters d'Érié          | LHO        | 28                | 16                | 26                | 42                | 14                | 20                | 4                 | 20                   | 24                   | 20                   |                      |                      |
| 2015-2016  | Stars du Texas         | LAH        | 64                | 6                 | 11                | 17                | 51                | 4                 | 0                 | 0                    | 0                    | 0                    |                      |                      |
| 2016-2017  | Stars du Texas         | LAH        | 53                | 9                 | 19                | 28                | 37                | -                 | -                 | -                    | -                    | -                    |                      |                      |
| 2016-2017  | Stars de Dallas        | LNH        | 18                | 1                 | 6                 | 7                 | 8                 | -                 | -                 | -                    | -                    | -                    |                      |                      |
| 2017-2018  | Stars du Texas         | LAH        | 4                 | 1                 | 0                 | 1                 | 6                 | 19                | 2                 | 7                    | 9                    | 10                   |                      |                      |
| 2017-2018  | Stars de Dallas        | LNH        | 72                | 6                 | 8                 | 14                | 18                | -                 | -                 | -                    | -                    | -                    |                      |                      |
| 2018-2019  | Sabres de Buffalo      | LNH        | 16                | 0                 | 1                 | 1                 | 2                 | -                 | -                 | -                    | -                    | -                    |                      |                      |
| 2018-2019  | Americans de Rochester | LAH        | 25                | 8                 | 6                 | 14                | 14                | 3                 | 0                 | 0                    | 0                    | 0                    |                      |                      |
| 2019-2020  | Americans de Rochester | LAH        | 34                | 8                 | 5                 | 13                | 10                | -                 | -                 | -                    | -                    | -                    |                      |                      |
| 2020-2021  | Americans de Rochester | LAH        | 28                | 10                | 9                 | 19                | 18                | -                 | -                 | -                    | -                    | -                    |                      |                      |
| 2021-2022  | Lightning de Tampa Bay | LNH        | 1                 | 0                 | 0                 | 0                 | 0                 | -                 | -                 | -                    | -                    | -                    |                      |                      |
| 2021-2022  | Crunch de Syracuse     | LAH        | 48                | 17                | 12                | 29                | 23                | 5                 | 3                 | 0                    | 3                    | 2                    |                      |                      |
| 2022-2023  | Färjestads BK          | SHL        | 32                | 6                 | 12                | 18                | 20                | 5                 | 0                 | 1                    | 1                    | 2                    |                      |                      |
| 2023-2024  | Linköping HC           | SHL        | Saison en cours ? | Saison en cours ? | Saison en cours ? | Saison en cours ? | Saison en cours ? | Saison en cours ? | Saison en cours ? | Saison en cours ?    | Saison en cours ?    | Saison en cours ?    |                      |                      |
| Totaux LNH | Totaux LNH             | Totaux LNH | 107               | 7                 | 15                | 22                | 28                | -                 | -                 | -                    | -                    | -                    |                      |                      |

## Trophées et honneurs personnels
- 2012-2013 : champion de la Coupe J.-Ross-Robertson avec les Knights de London.